# Lăng Yên các
Lăng Yên các (tiếng Trung: 凌烟阁; bính âm: Lingyan Gé), dịch tiếng Việt là gác Lăng Yên, là một ngôi lầu nhỏ nằm bên cạnh Điện Tam Thanh ở tây nam Thái Cực cung thuộc hoàng thành Trường An, nhà Đường. Tại đây vào ngày 23 tháng 3 năm 643, tức năm Trinh Quan thứ 17 đời Đường Thái Tông, nhà vua đã ra lệnh cho họa sĩ Diêm Lập Bản vẽ tranh chân dung của 24 vị công thần khai quốc của nhà Đường lấy tên Nhị thập tứ công thần đồ (二十四功臣圖, Tranh vẽ 24 vị công thần) để treo tại ngôi lầu này nhằm tưởng nhớ công lao của những người đã góp phần xây dựng nhà Đường và khích lệ các quan lại đóng góp sức lực cho triều đình.
Các bức chân dung công thần tại Lăng Yên các được đặt trong 3 lớp. Lớp trong cùng là nơi treo tranh của các công thần giữ chức vụ thừa tướng hoặc tương đương, lớp thứ hai là nơi treo tranh các vị vương hầu có công và lớp thứ ba nằm ngoài cùng là nơi treo tranh các công thần khác. 24 người có chân dung tại Lăng Yên các gồm:
| Công thần            | Thời gian sống | Tước hiệu đương thời | Ghi chú                      |
| -------------------- | -------------- | -------------------- | ---------------------------- |
| Gian trong cùng      |                |                      |                              |
| Trưởng Tôn Vô Kị     | 594-659        | Triệu Quốc công      |                              |
| Lý Hiếu Cung         | 591－640       | Triệu Quận vương     |                              |
| Đỗ Như Hối           | 585－630       | Lai Quốc công        |                              |
| Ngụy Trưng           | 580－643       | Trịnh Quốc công      |                              |
| Phòng Huyền Linh     | 579－648       | Lương Quốc công      |                              |
| Cao Sĩ Liêm          | 575－647       | Thân Quốc công       |                              |
| Uất Trì Kính Đức     | 585－658       | Ngạc Quốc công       |                              |
| Lý Tĩnh              | 571－649       | Vệ Quốc công         |                              |
| Gian giữa            |                |                      |                              |
| Tiêu Vũ              | 575－648       | Tống Quốc công       |                              |
| Đoạn Chí Huyền       | ？－642        | Bao Quốc công        |                              |
| Lưu Hoằng Cơ         | 582－650       | Quỳ Quốc công        |                              |
| Khuất Đột Thông      | 557－628       | Tưởng Quốc công      |                              |
| Ân Khai Sơn          | ？－622        | Vân Quốc công        |                              |
| Sài Thiệu            | ?－638         | Tiêu Quốc công       |                              |
| Trưởng Tôn Thuận Đức | ?-?            | Bi Quốc công         |                              |
| Trương Lượng         | ？－646        | Vân Quốc công        | Thay tước vị của Ân Khai Sơn |
| Gian ngoài cùng      |                |                      |                              |
| Hầu Quân Tập         | ?－643         | Trần Quốc công       |                              |
| Trương Công Cẩn      | 594－632       | Đàm Quốc công        |                              |
| Trình Tri Tiết       | 589－665       | Lỗ Quốc công         |                              |
| Ngu Thế Nam          | 558－638       | Vĩnh Hưng Huyện công |                              |
| Lưu Chính Hội        | ？－635        | Hình Quốc công       |                              |
| Đường Kiệm           | 579－656       | Cử Quốc công         |                              |
| Tần Thúc Bảo         | ？—638         | Hồ Quốc công         | Hộ Quốc Bình Thiên Vương     |
| Lý Thế Tích          | 594 - 669      | Anh Quốc công        |                              |

## Thư viện ảnh

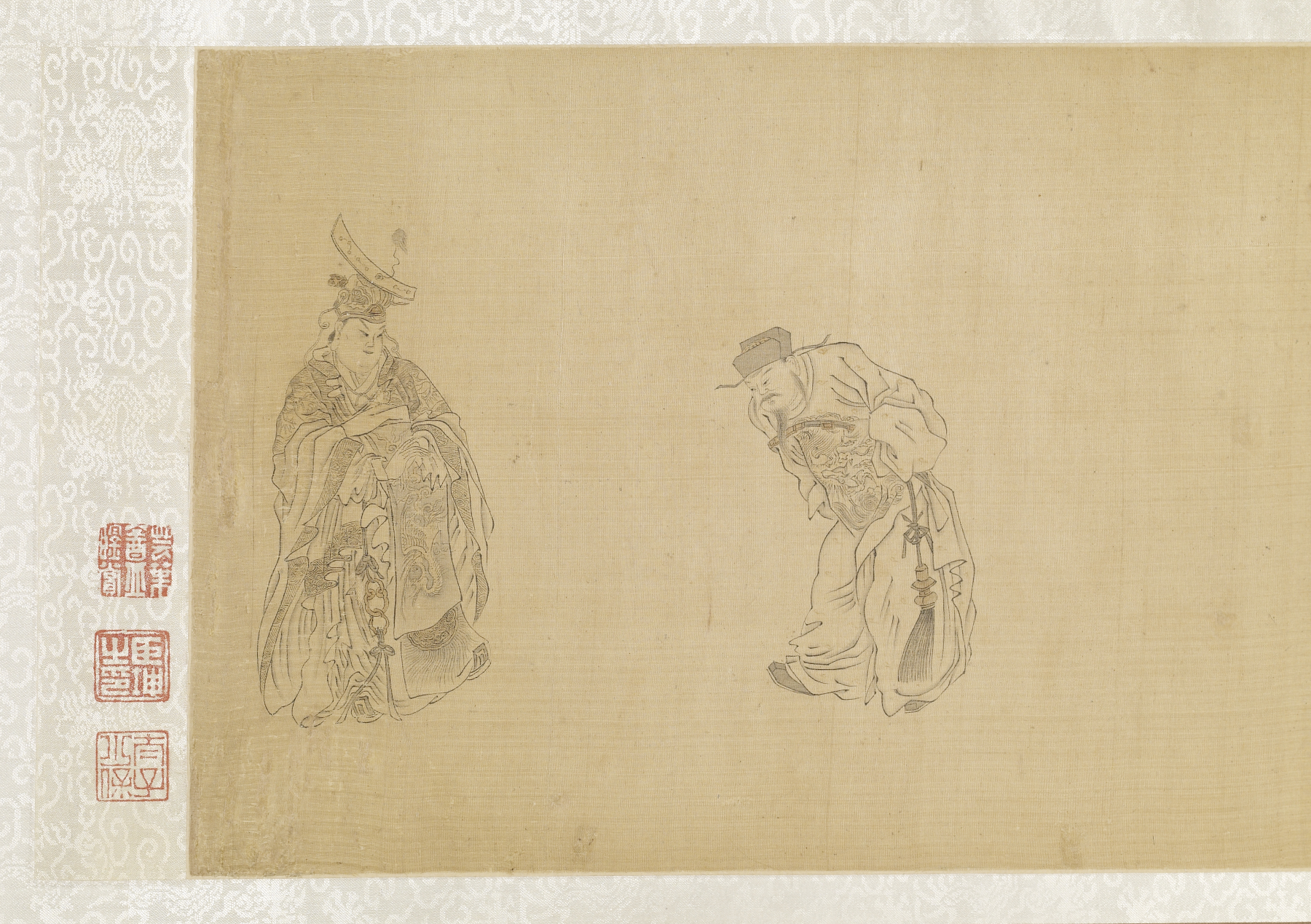
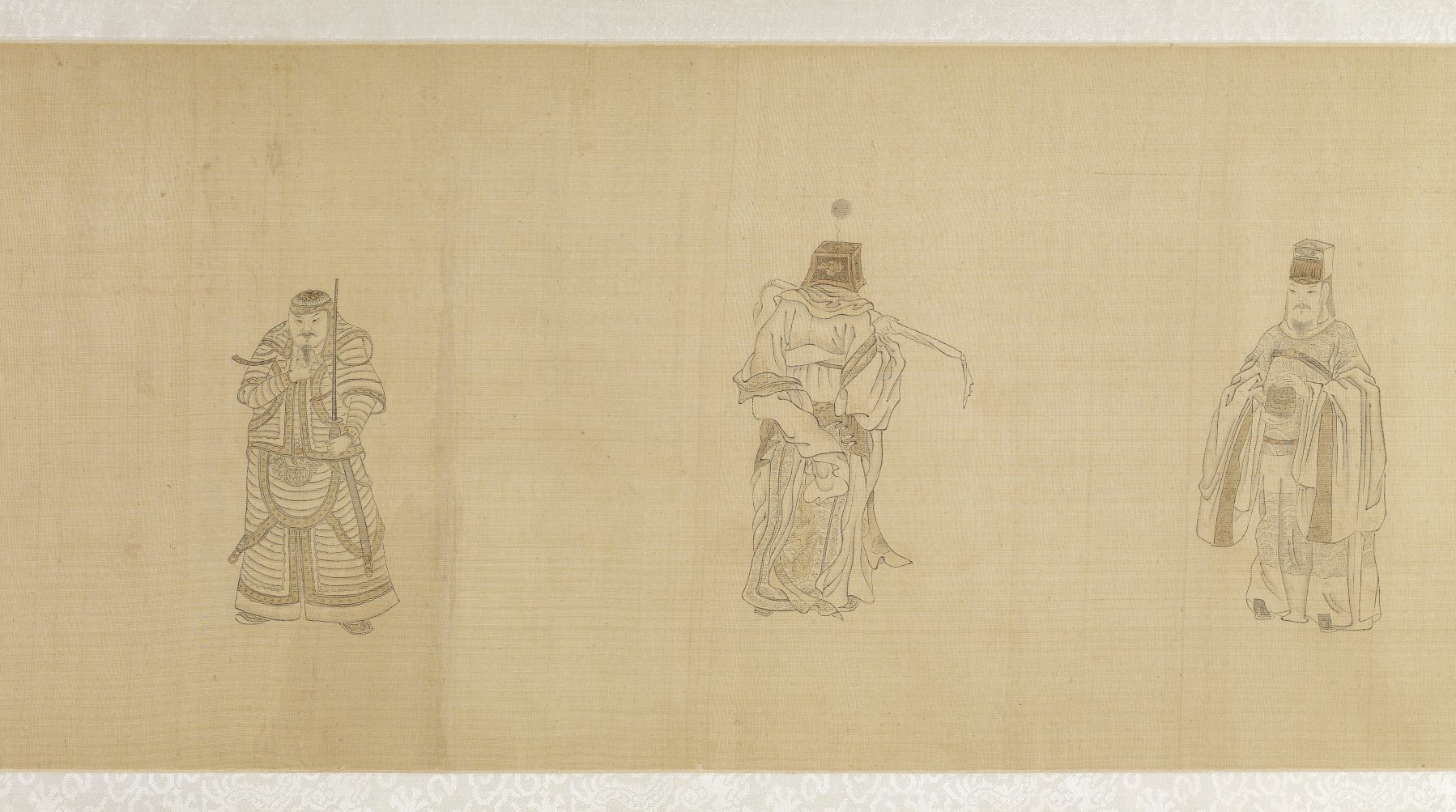
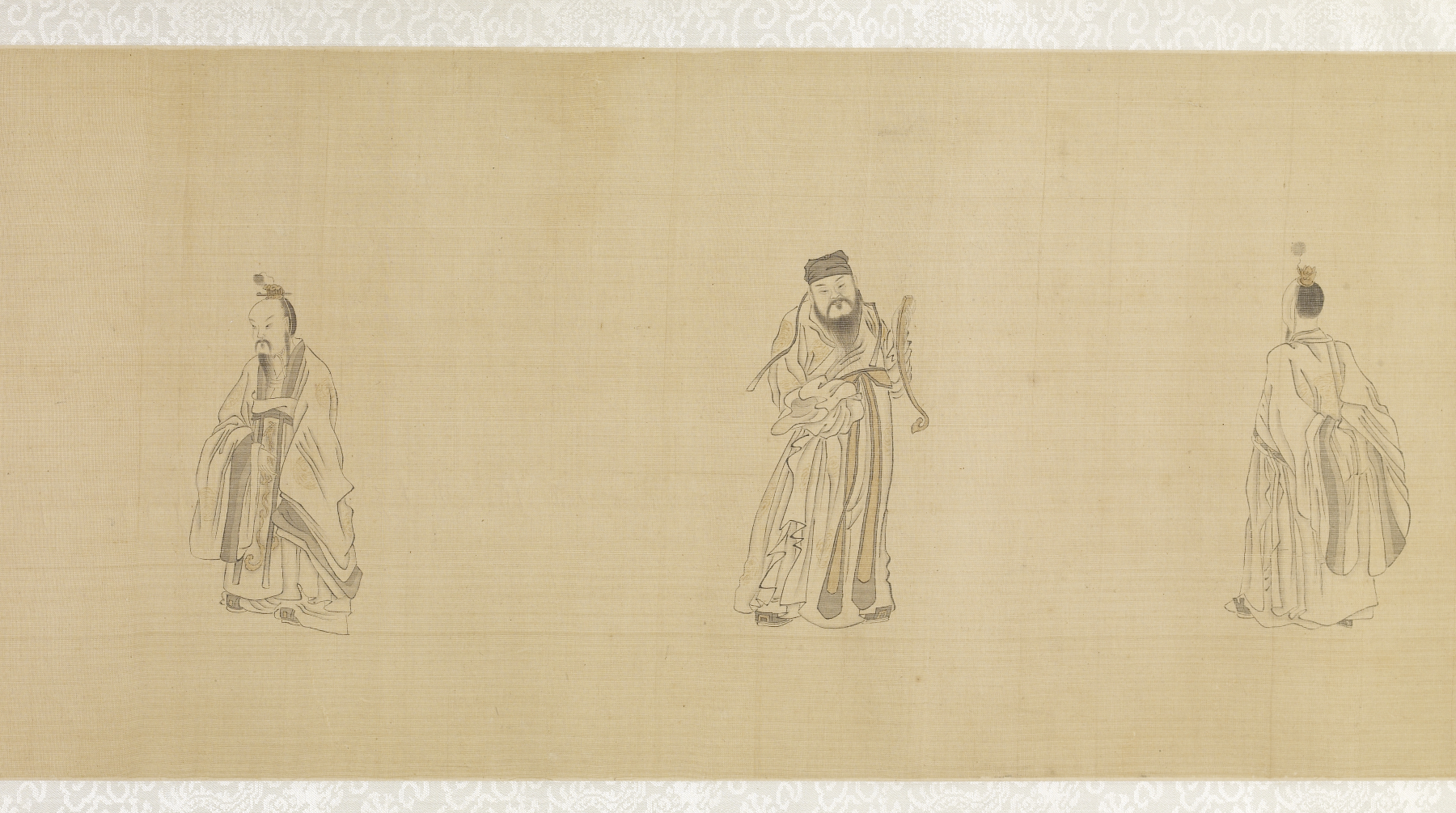
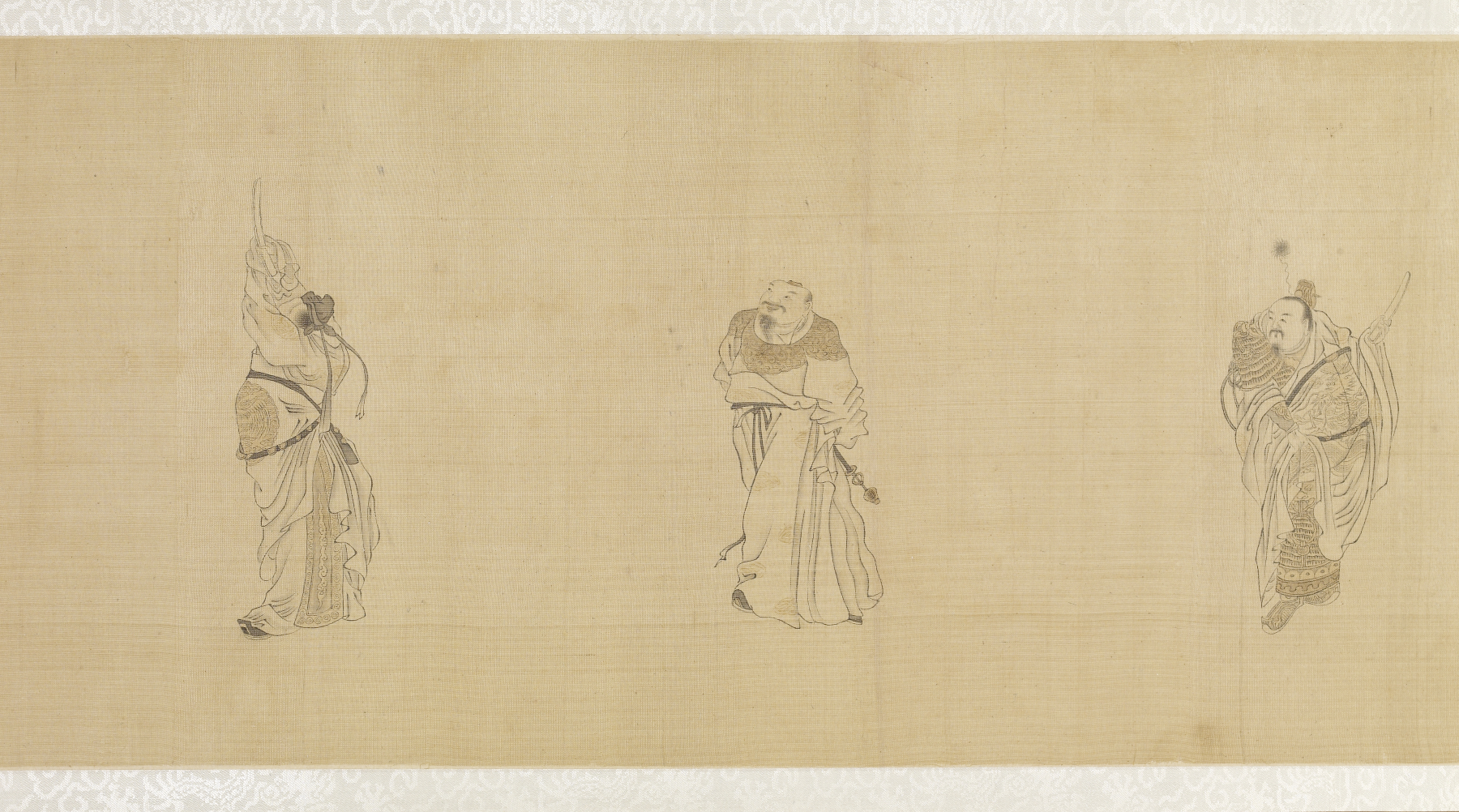
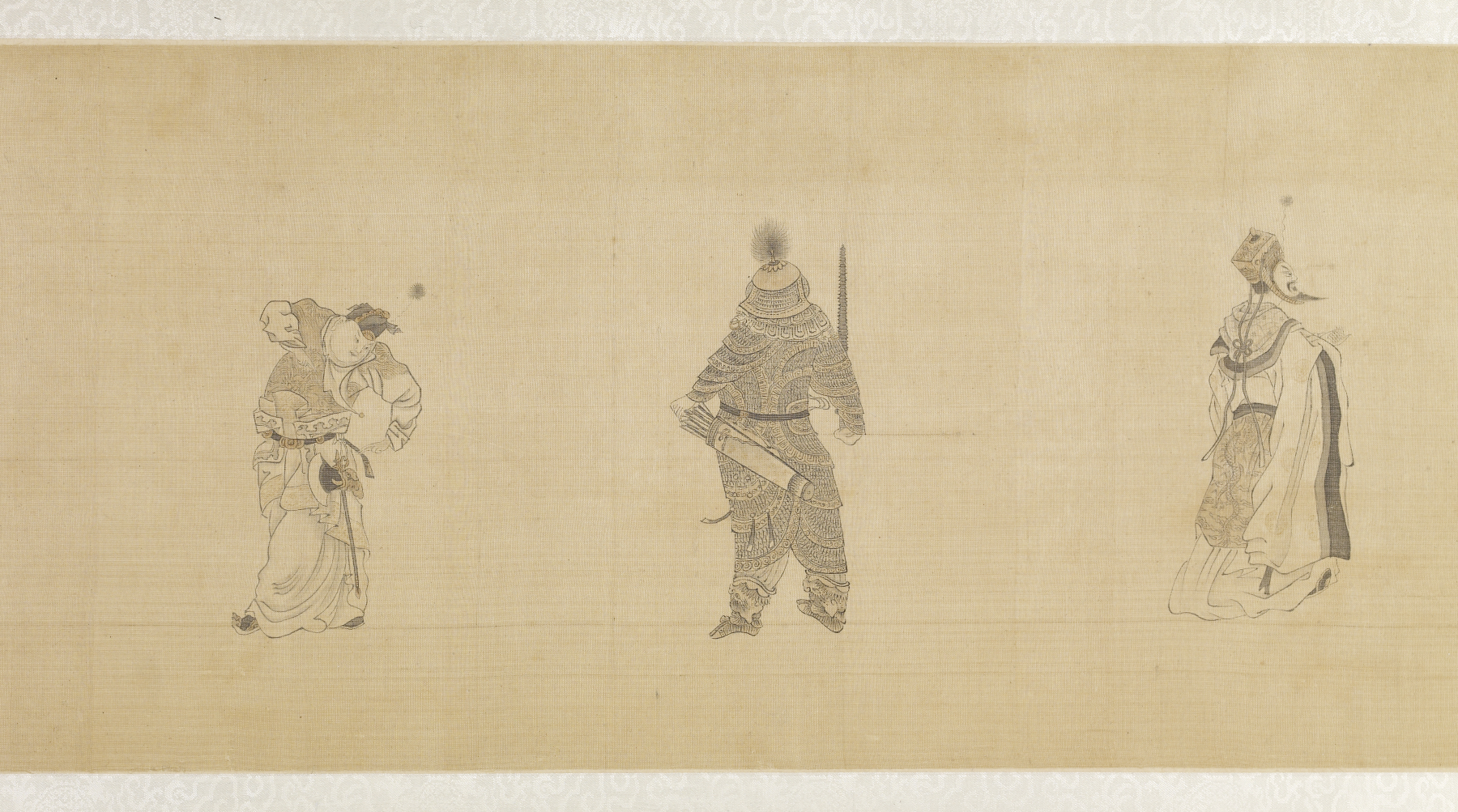
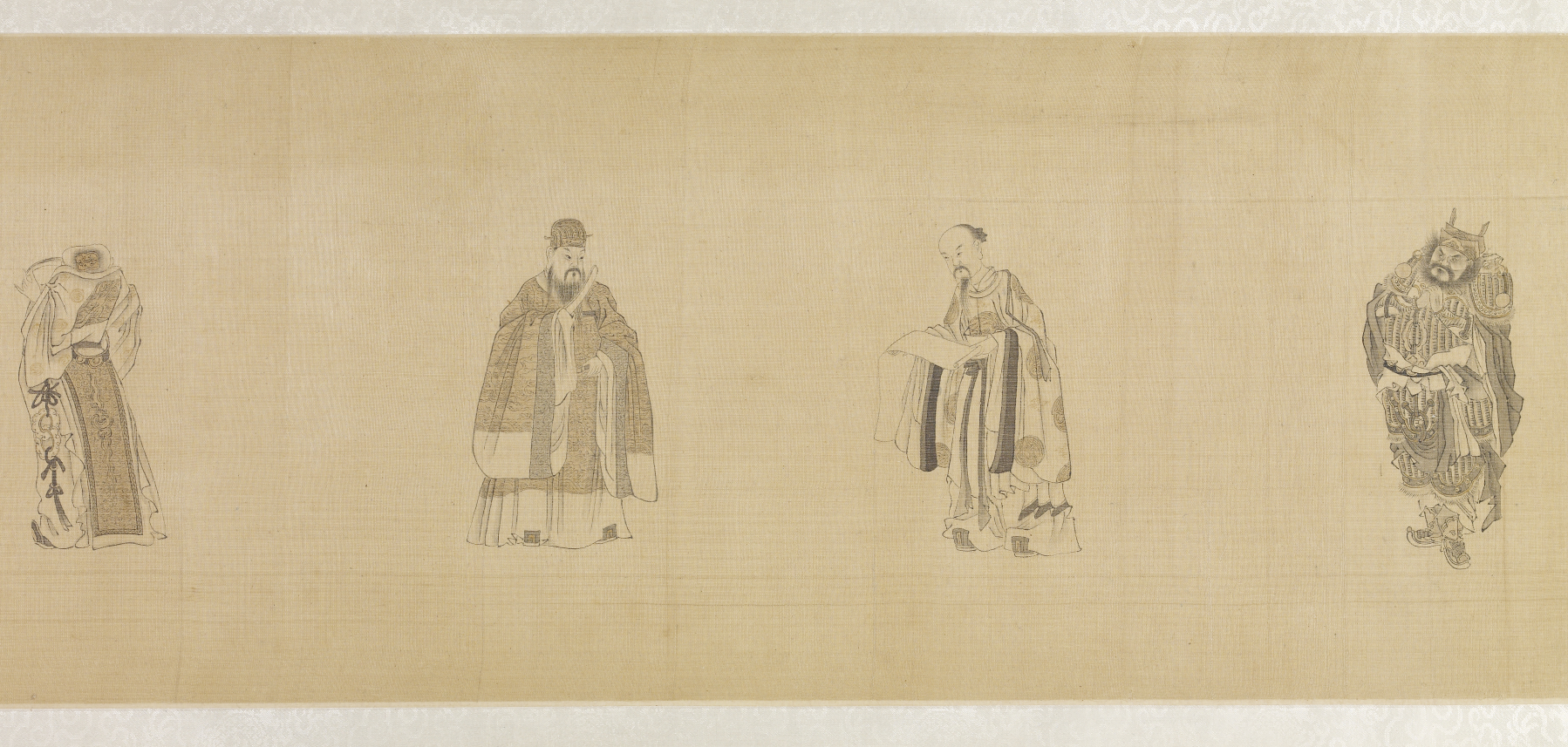
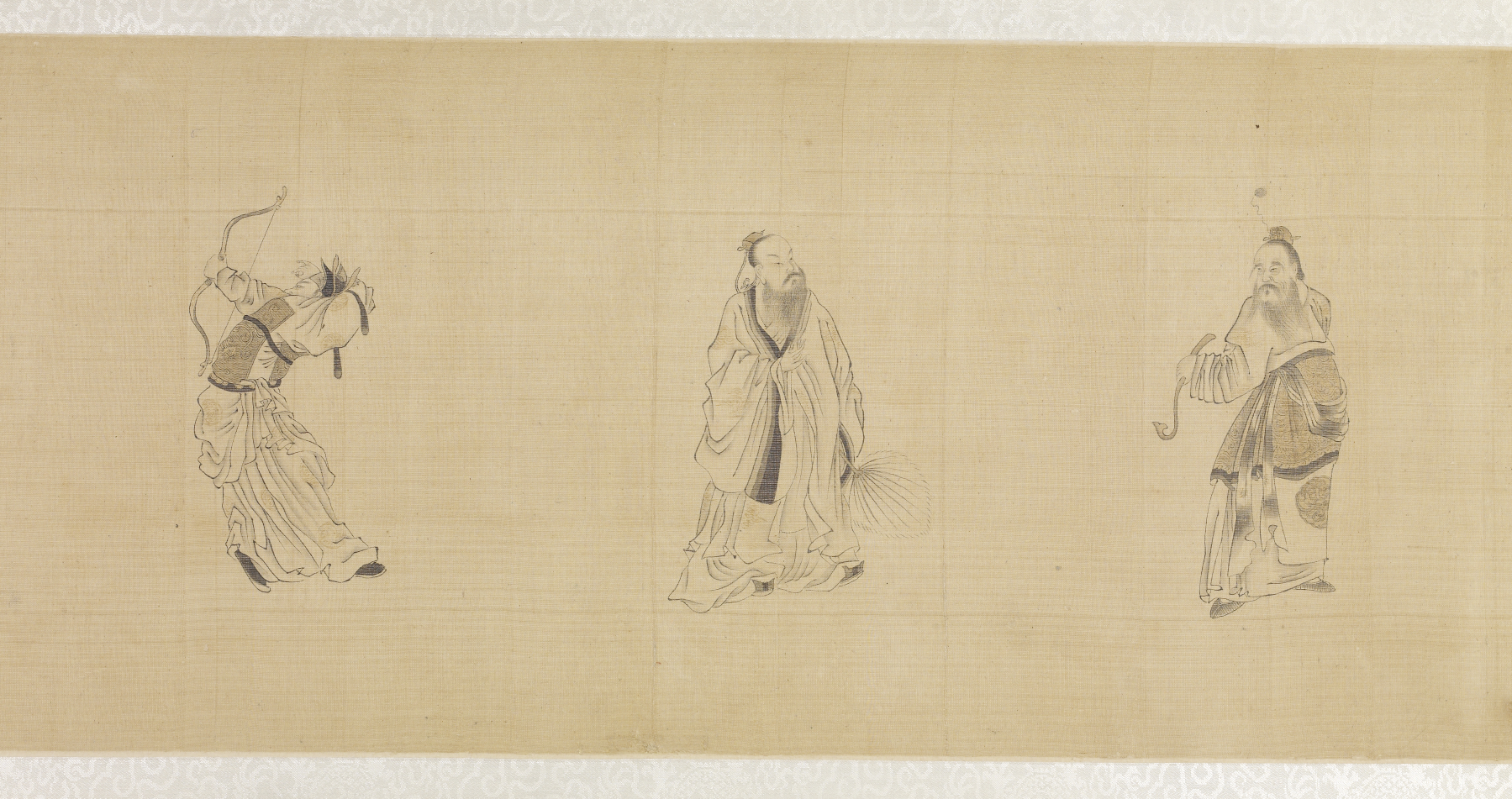
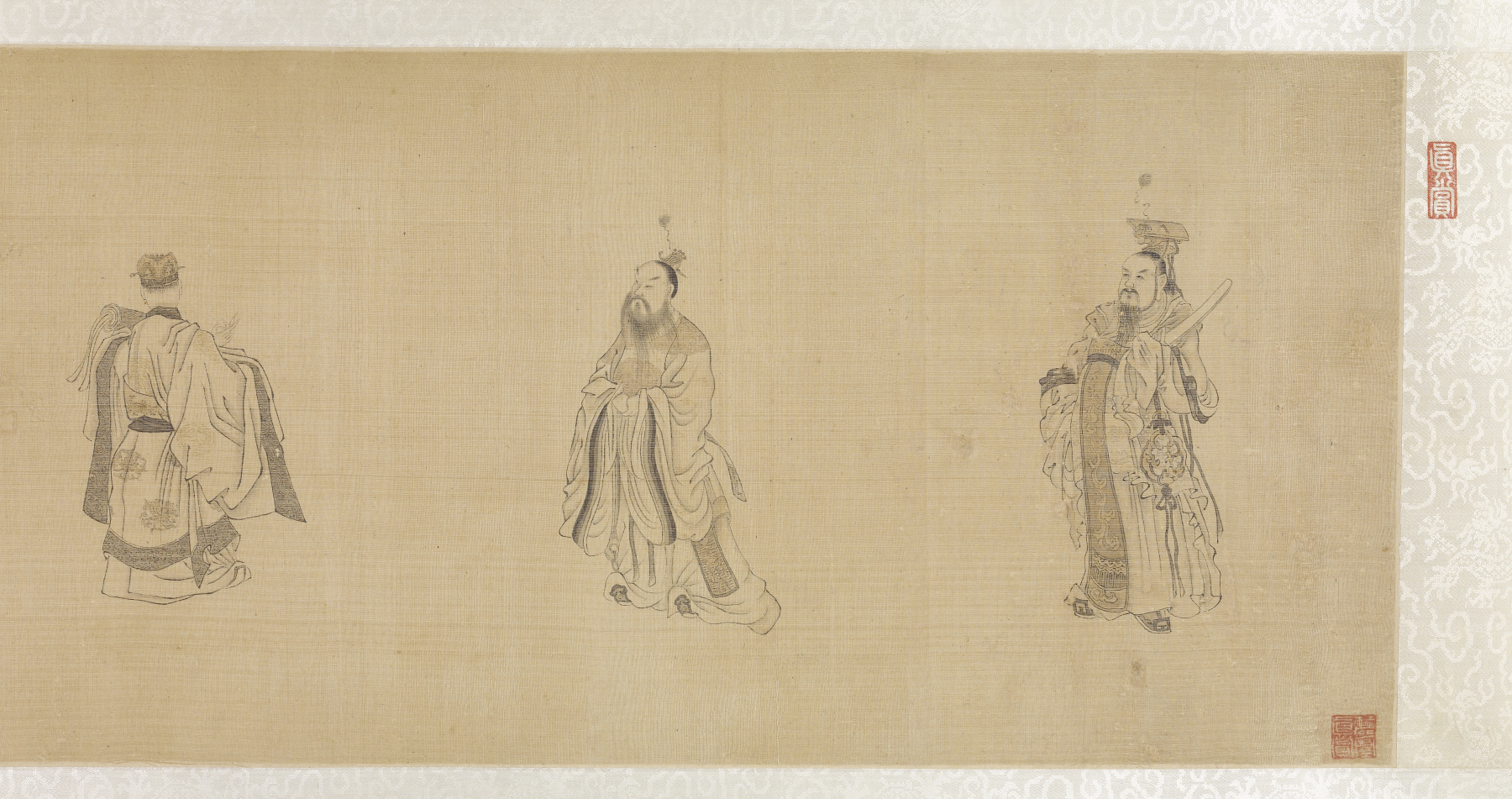